# نهائي كأس ألمانيا 2005
نهائي كأس ألمانيا 2005 هي المباراة النهائية من منافسة كأس ألمانيا 2004–05، أقيمت المباراة في 28 مايو 2005، في الملعب الأولمبي، بين فريقي شالكه 04، وبايرن ميونخ، وفاز فيها بايرن ميونخ، بعد أن هزم شالكه 04، بنتيجة 1 - 2، وكان حكم المباراة فلوريان ماير، وحضر المباراة 74359 شخصاً.

## تفاصيل المباراة
لعبت المباراة النهائية في 28 مايو 2005.
| شالكه 04                                  | 1 -2 | بايرن ميونخ                           |
| ----------------------------------------- | ---- | ------------------------------------- |
| لينكولن كاسيو دي سوزا سواريس 45 ' (ركلة.) |      | روي ماكاي 42 ' · حسن صالحميدزيتش 76 ' |